# Jan Ságl
Jan Ságl (* 25. března 1942 Humpolec) je český fotograf. V současné době žije ve Středoklukách u Prahy.

## Život
Fotografii se věnuje od svých patnácti let – šlo o první pokusy se záměrným malováním do fotografie – ovlivněné surrealismem. Ale svůj první fotoaparát dostal již v šesti letech, kdy na první film exponoval své sourozence, druhý film byl však už plný různých detailů a abstrakcí. Rodinné snímky už pak nefotografoval.
Po absolvování gymnázia pracoval od roku 1963 jako nezávislý fotograf, když ho Jiří Padrta přizval ke spolupráci v časopisu Výtvarná práce. V šedesátých letech fotografoval pro časopisy Výtvarná práce a Výtvarné umění až do jejich zrušení počátkem normalizace roku 1969. Byl členem SČVU. Fotografoval na výstavách a po ateliérech kolekce obrazů, jejichž tvorba je pro tuto dobu určující. Měl tak možnost poznat podrobně přímo v ateliéru díla Jiřího Koláře, Karla Malicha, Huga Demartiniho, nebo Jana Kubíčka. Soustavné a časté fotografické zpracování zejména díla Václava Boštíka v Ságlovi vyhranila i jeho vlastní formulování vztahu k struktuře fotografické krajiny.
Koncem 60. let začal spolupracovat s rockovými skupinami The Plastic People of the Universe a The Primitives Group, které koncipovaly své koncerty jako dějové a výtvarné události a jejich členové se pak zúčastňovali akcí v přírodě, které pořádala jeho manželka Zorka Ságlová, sestra Ivana Martina Jirouse. Tyto akce se staly součástí širšího proudu, měly svůj původ v happeningu, který radikálně měnil situaci umění 60. a 70. let. Zcela dominantní úlohu ve velké řadě akcí sehrála krajina.

### Jan Ságl a Zorka Ságlová

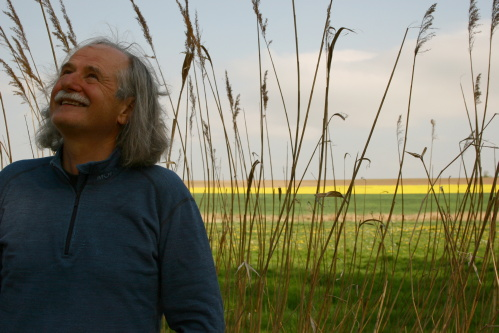
Jan Ságl, 2007, foto: Tereza Melicharová

Zorka Ságlová zvolila za výlučný prostor pro své akce krajinu. Krajina jako hlavní aktér se u ní však postupně proměňovala. Při první z akcí – Házení míčů do průhonického rybníka Bořín (duben 1969) byla kultivovaným místem pro realizaci principu hry, jehož možným výsledkem se stala proměnlivá plastika plovoucích barevných míčů. Akce vyvrcholila jakýmsi „pomíjivým land-artem“ a obojí se fotografovi nabízelo pouze k dokumentaci – byl součástí hry jako účastník. Sama akce byla rozvedením objektu, vystaveného na Nové citlivosti v roce 1968. „Dělala jsem objekty“, píše o tom autorka, „některé počítaly se spoluúčastí diváka“. Na Nové citlivosti si diváci s míčky buď nehráli, nebo hráli a hlídači jim v tom bránili. Poslední objekt jsem tedy rozebrala, přikoupila další míče, počkala na jaro, a naházeli jsme je do rybníka.“
V roce 1970 došlo k realizaci dvou land-artových akcí. V březnu – Pocta Gustavu Obermanovi v Bransoudově u Humpolce, jejímž cílem měly být krátery vypálené ohněm na sněžné ploše, stopy zanechané rituálem na místě, k němuž měli Ságlovi svůj důvěrný vztah, a v květnu – Kladení plín u Sudoměře, které revokovalo sice historickou událost, přírodní podmínky jí však daly neočekávaný průběh. Obě akce byly přihlédnutím k významu místa, fungovaly jako rituál, který jej obnovoval. V obermanovské akci to byl oheň, který byl vždy z hlavních instrumentů mystérií.
Jan Ságl se akcí své ženy účastnil v roli aktéra a dokumentátora. Fotografický snímek v těchto případech byl jediným trvalým „výsledkem“ činnosti, později se stal součástí knih, má svoje místo v galeriích současného umění, skrze něj získávala demonstrace trvání. Rituálem se však nevyvolávala jenom lidská účast na mystériu, měnila se jím v tom okamžiku i krajina, stávala se místem ožívajícím novou skutečností. Pro fotografický obraz ji předurčoval oheň, jeho světlo, dávající místu novou podobu. Až do tohoto okamžiku byla součinnost fotografova vedena snahou dokumentovat, nevytvářet artefakty, světlo ohně tuto situaci měnilo – dokumentoval akci s ohni, ale oheň se ve snímku stával světlem. Začala tu tak nepřímo řada snímků “krajin se světlem“, v nichž byl později oheň stavební částí. O něco později fotografoval vesnickou slavnost pálení čarodějnic v Křížově pod Blaníkem, kde patrně své ohně kdysi zapalovali Keltové, ale nefotografoval lidi, jejich činnost, ale fotografoval světlo.
Jak byla 60. léta výtvarně plodná a svobodná, tak 70. léta pro Jana Ságla a hlavně jeho ženu, která měla zakázáno vystavovat dalších 20 let, velmi neradostná. Bylo to období, kdy Ságlovi uvažovali o emigraci. Po ukončení spolupráce s The Plastic People of The Universe mohl Jan Ságl díky dobrému příteli sebe a svoji rodinu živit fotografováním pohlednic. Tato práce Jana Ságla z pochopitelných důvodů netěšila, ale byl vděčný, že se v době normalizace, kdy se řada přátel živila porůznu, mohl věnovat fotografii alespoň po stránce technické. V té době pracoval jako dělník, skladník, osvětlovač nebo kulisák a s rodinou se uchýlil na venkov. V jednom rozhovoru prohlásil, že i když to byly většinou nesmyslné zakázky poplatné době (například snímek vesnice s podmínkou bez kostela), byla to dobrá škola ohledně fotografického řemesla.

## Dílo
V roce 1973 vznikl soubor Domovní prohlídka, ve kterém šlo o nearanžovaná nalezená zátiší pořízená velkoformátovým přístrojem. Byla to důležitá výpověď nejobyčejnějších věcí z domova, v době, kdy každým dnem hrozila domovní prohlídka a případně i kriminál. Ságl tak zachytil, jak bylo v této totalitní době důležité mít aspoň kousek domova pro sebe, který ale už další den může zmizet… V tvorbě Jana Ságla se objevují i cykly, které lze chápat jako konceptuální projekty. Mezioborovým fenoménem se staly Vlaštovky (1975), kdy programově měnil seskupení ptáků na telegrafních drátech, které v pozdější době zhudebnila a koncertně prováděla Eva Jedlická.
V letech 1974–77 vytvořil obsáhlý cyklus fotografií z Jižní Moravy, Slovenska a Polska, kam se vydal hledat místa ušetřena letitého tlaku změn. Našel lokality, kde život plynul v hradbách rustikálních dřevěných stavení. Jejich obyvatelé, pastevci a zemědělci, žijí v bezprostředním kontaktu s přírodou, zvířaty a tradičně prostými předměty domácí potřeby. Bylo to setkání se světem, který byl svými postoji odsuzován k zániku. Ságl ho vtělil do jemně strukturovaného, celistvého a provokativně přeludného obrazu.
Zlom 60. a 70. let podstatně zredukoval také Ságlův nárok na svět, Jeho výpověď o světě se začala odehrávat na nejmenším půdorysu zkušenosti jedince, zkušenosti, kterou odcházel nabývat do přírody, nebo do součinnosti s ní. Jeho volba byla v tomto okamžiku jen hlubším vymezením a definitivním přenesením všech otázek do krajiny. Dlouhodobý a věrný vztah k tématu krajiny se v roce 1979 (tehdy končil s černobílou fotografií) stal zároveň i vstupním tématem v nově vzniklé situaci. Začal pracovat s barvou. S materiálem Cibachrome se stabilizovanou barevností, který byl velmi nákladný a obtížně se získával. Kromě toho nebyl spokojen s laboratorním zpracováním a začal si vyvolávat snímky sám – obtížně, zdlouhavě (chemikálie zdravotně závadné) – ale výsledek byl uspokojivý.
Od roku 1984 začal Jan Ságl spolupracovat s obrazovou agenturou ve Vídni, Paříži, Miláně a také spolupracoval s časopisy: Geo, Geo Saison, Smithsonian Magazine, Merian, Zeit Magazin, The New York Times, Nationa Geographic.

### Porevoluční období
Na jaře roku 1989 založilo sdružení fotografů ve složení Pavel Baňka, Jaroslav Beneš, Jan Ságl, Jaroslav Bárta, Josef Moucha a Ivan Pinkava Prague House of Photography (PHP) – Pražský dům fotografie. PHP je v rámci České republiky unikátní, neziskovou kulturní institucí specializující se na médium fotografie. Sdružení fotografů kolem sebe tehdy sdružovalo přední reprezentanty oboru, umělecky aktivní fotografy a renomované teoretiky.

V listopadu 1989 Jan Ságl zachytil jako jeden z mnoha fotografů Sametovou revoluci. Pro Ságla a jeho ženu Zorku tak definitivně skončila „doba temna“, která jim změnila jak soukromý život, tak umožnila umělecký rozlet.
| „                                   | Jeho fotografie české revoluce patří bezpochyby k nejlepším, které v Praze v listopadu a prosinci vůbec vznikly. Byl jeden z nejpovolanějších, aby se podíval přes kameru na zemi, kde ve šťastném okamžiku padly hranice snu a reality a události se začaly otáčet kolem přirozeného středu.“ | “ |
| — Z recenze Jany a Jana Ševčíkových | |   |

## Publikace Jana Ságla do roku 1989

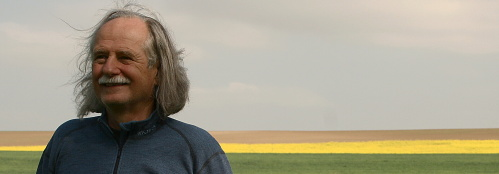
Jan Ságl, 2007, foto: Tereza Melicharová

### Jihočeská krajina
První publikace fotografií Jana Ságla – Jihočeská krajina – vyšla v roce 1984 v nakladatelství ČTK-Pressfoto. I když snímky nebyly původně určeny ke knižnímu vydání, měla tato kniha velký úspěch (300 000 prodaných výtisků). Kniha je plná poutavých fotografických obrazů krajiny nám známé, ale snímků netypických i typicky pohlednicových, však bez přítomnosti kýčovitě líbivých pohledů. Hlavním pojítkem je barevné poskládání a zajímavé výřezy. Asi není náhoda, že si Ságl vybral tuto oblast pro svoji tvorbu, neboť zde strávil kus svého života – jsou to místa jemu velmi blízká a pro něho důležitá až magická.
V úvodním textu knihy Pavel Vrba napsal: „Každý z nás se dívá na všechno svýma očima, tedy i na Jihočeskou krajinu. Je to dáno tím, jestli jsme se v ní narodili a žijeme s ní, nebo jí jenom procházíme. Náš pohled na ni je také určován mimo jiné, co tam hledáme... My jsme si vypůjčili oči tuláka fotografa, který touží zachytit neopakovatelnou duši okamžiku krajiny tak, jak se mění od jednoho podzimu k druhému...“

### Severozápadní Čechy
Druhá v pořadí je kniha Severozápadní Čechy – text PhDr. E. Jůzlová, fotografie Jan Ságl (Panoram r. 1984). Tato publikace je jedním z edičních svazků řady oblastních průvodců, jejichž zaměření udává podtitul Historie, památky, příroda. Velká pozornost je věnována lidovým stavbám a technickým památkám, není opominuta ani literatura a hudba v minulosti. Severozápadní Čechy existují v povědomí veřejnosti jako oblast průmyslové výroby a těžby uhlí (dnes je myšlení více ekologické. Publikace přece jenom vznikla v 80. letech, tedy má i zajímavý historický podtext) – tato kniha ukazuje, že i zde je velké množství kulturních památek. Fotografie Jana Ságla jsou v knize převážně černobílého provedení, výjimku tvoří barevné fotografie skla, porcelánu, fresek, detailů dobových šperků a i několik snímků krajin. Fotografie jsou profesionálně provedené, však jen na úrovni informační – chybí zde Ságlův autorský výtvarný rukopis, což je pochopitelné u knihy, která má hlavně informační charakter. Na svoji dobu to byla velmi zdařilá a poučná kniha.
Začátkem 80. let bylo Janu Ságlovi a jeho ženě Zorce opět umožněno vyjet za hranice. Opakované pobyty ve Francii (1982, 1983) znamenaly příjem nových informací a objevení netušených světelných hodnot. Kvalita světla má jiné parametry a je přímým impulsem ke vzniku cyklu Zrcadlení, Katedrály i živých civilizačních snímků pařížských ulic. Když situaci potkám, tak ji vidím, řekl k Francii Jan Ságl – ferrari se zrcadlící se architekturou, obraz vlámské karetní společnosti v symbióze s realitou ulice, fotografie poznamenané místním koloritem různých francouzských lokalit s historickým obsahem. Fenomén světla je zde zastoupen nejméně ve dvojí podobě: jako fyziologický zdroj záření i jako výtvarný prvek, jehož prostřednictvím se autor blíží hledanému cíli. Nastupují nové atmosférické problémy – světlo katedrálních vitrají, fluorescentní záření a různé druhy reflexe, chvějivé materiálové záření, jehož účinek nematerializuje předměty a dodává jim zvláštní fluidum. Světelný prvek, který kreslí přesnou linii a dává řád a je velice konkrétní s jasným záměrem a formulací. Pomocí světla se Ságlovi daří vytvářet obsahově působivý prostor. Cyklus Galerií a katedrál odráží prostor našeho života v odlišné situaci. Tématem je tu umělecké dílo a prostor jeho působení. Nemusí jít přitom vždy jen o galerii nebo o skutečné umělecké dílo. I jednání lidí nebo obrazy běžné sociální komunikace jako je plakát, reklama, symboly svou třeba jen náhodnou kompozicí k umění poukazují a Ságlovi jde o prostupnost, transparentnost všech obrazů. Koneckonců jsou tyto fotografie hlavně formou interpretace životní reality. Zachytit „pravdu“ uměleckého díla je stejně problematické jako zachytit „pravdu“ krajiny nebo lidské podoby. Žijí v tolika odlescích, zjevují se nám v tolika iluzivních obrazech, že při fotografování jejich pravdivé podoby nefotografujeme vlastně nic skutečného. Ságl se přitom vzdává vědomě emocionálního přístupu ve prospěch zdánlivě vnějšího, objektivnějšího pohledu, jak se o to pokouší umění 80. let v nejrůznějších variantách. Jeho fotografie jsou obrazem toho, jak se dnes umění může potkat se životem. V optice autora se obě sféry překrývají, přeinterpretují, rozrušují navzájem své hranice. Je to pohled na umění „přes“ život, který se kolem něj odvíjí a doprovází je na ulicích i v galeriích a současně pohled na život „přes“ iluzivní prostor umění, které jsme umístili do galerií a veřejných prostor města a v neposlední řadě i pohled na umění „přes“ umění. Musíme si stále odpovídat na otázky, které si klade i autor fotografií: Je nutné hledat nová a nová média a nová témata, nebo se raději vrátit tam, kde už umění je a novým způsobem ho uvidět? Je možné, aby se umění stalo samo předmětem zobrazení? Jak proměnila moderní média, fotografie, reklama, televize způsob našeho vnímání vůbec a způsob vnímání uměleckého díla speciálně? Není obtížné vést paralely Ságlových fotografií s novými přístupy v umění a s mentalitou řekněme postmoderního člověka, který se vrací k historii, cituje ji a volně zachází s fragmenty starých i nových obrazů.Ságlova fotografie vedle svých vlastních uměleckých kvalit napomáhá vnímání současného umění. Zachycuje velmi názorně neuchopitelnost reality, jedno z hlavních témat současnosti. Autor poukazuje na to, jak silný umělecký zážitek vzniká v meziprostoru, v prostoru mezi původním klasickým médiem umění a nově zvoleným interpretačním jazykem, v tomto případě fotografií. V Galeriích je objektem Ságlových fotografií moderní výtvarné umění. Jan Ságl nevnímá umělecké dílo izolovaně, ale v souvislosti s okolním děním a jeho existencí v určitém prostoru. Přímý kontakt s výtvarným dílem a jeho prostředím jej inspiruje k subjektivní interpretaci, dochází tak přitom k prolínání dvou poloh autorských aktivit. Ságlovy fotografie výtvarných objektů reagují nejen na prostředí, ale i na návštěvníky galerií, na propagaci, která s prezentací výtvarného umění přímo souvisí. Tak vznikají fotografické imprese autorových vizuálních dojmů, vycházející z inspirace prostředím a momentálními situačními aspekty.
V cyklu Katedrály světelné paprsky podtrhují monumentální účinek vznosných katedrál gotické architektury ,její odhmotněnou strukturu i transcendentální účinek. Fotografie zachycují kontrasty měkce chvějivých odlesků barevných vitráží a strohého tvarosloví kamenných chrámových interiérů.
Londýn 1985: Jan Ságl se účastnil jako jeden z dvaceti sedmi fotografů výstavy současné československé fotografie. Záznam výpovědi v osobním medailonu přiblíží jeho postoj i způsob zacházení s realitou : „Domnívám se, že místo fotografie, která je vázána na ilusivní zobrazení ,je společně s vizuální poezií někde na rozhraní výtvarného umění a literatury .Fotografie, která se ochuzuje o literární aspekt, se zbytečně pokouší dosáhnout toho, čeho výtvarné umění již dosáhlo. Zajímá mě dialog, ne napodobování “Odrazem toho je i vystavený soubor fotografických esejí (1980–85) a cyklus 1984 s několika dějovými asociacemi. Příběh s otevřeným koncem, s nenápadnými interpretačními posuny.

### A co Paříž? Jaká byla?
V roce 1987 vyšla další publikace fotografií Jana Ságla s názvem A co Paříž? Jaká byla?, kterou vydalo nakladatelství ČTK – Pressfoto. Je to kniha obrazů Paříže a jejího života, jak je autor viděl a fotografoval v letech 1982–86. Úvodní slovo napsal Jan Řezáč a textový doprovod k fotografiím vybral J. Kořán.
Barevné fotografie, které Jan Ságl přivezl z Paříže našich dní, bezpochyby zaujmou všechny zvědavce, kteří v tomto městě byli – nezáleží na tom, kdy a jak dlouho. Dále, že vzruší všechny zájemce, kteří nepřestávají snít o tom, že někdy v budoucnu je postihne to nesnadné štěstí Paříž uvidět a zažít – přejme jim, ať jich není málo. Konečně, že potěší všechny ty, a těch je vždycky většina, kdo ji nikdy na vlastní oči nespatří. Nemusíme je přesmíru litovat. Tak jako ostatní, zásluhou výsostně moderních snímků autora této knihy, bez milosti propadnou stejné uhrančivé nostalgii. Bude je tlačit imaginární noční můra s nádherně barevnými křídly. Pro všechny tyto zasvěcence bez rozdílu bude Paříž Paříží, městem jedinečným a tajuplně přitažlivým... Posláním této knihy není turistická informace o historických pamětihodnostech a památkách či o uměleckých sbírkách proslulých všude po světě, a tedy obecně známých. Nemusíme proto věnovat pozornost „Eiffelce“, Louvru, Notre-Dame, Montmartu nebo Montparnasu... V místech s novou „zástavbou“ začíná svou práci Ságl, umělec s výtvarným nadáním pro barevnou fotografii. Odvedl ji daleko od propasti barvotisků do bezpečí specificky vynalézavé barevnosti, jež zcela autonomně konkuruje moderní malbě. Divákův údiv a úžas provázejí jeho tvorbu, když mu nabízí obraz věcí, které jinak bez barvy „nestojí za pohled“.

Své schopnosti prokázal autor dávno před touto knihou na fotografiích z domácího prostředí. Navíc má za sebou řádku let, v nichž obětavě a náročně reprodukoval moderní artefakty. Odhalil tím pro sebe nejedno tajemství komplikovaného tvůrčího procesu. Ságlovy barevné kompozice pařížského prostředí vzbuzují dojem naprosté nenahodilosti. Autorův výběr skutečnosti a jeho osobité estetické vyjádření vytvořily galerii samostatných obrazových básní. Jako celek vypovídají o Paříži jako o městě, které vídáme ve snách. Soubor těchto fotografií není samozřejmě encyklopedickou výpovědí či souhrnnou informací. Námětově nejde o široký záběr, okruh snímků je určen mezi jiným též rozsahem publikace. Zato pokud jde o vlastní zpodobení Paříže, v jejímž každodenním životě se organicky prolínají nejrůznější komponenty, o nichž byla řeč, včetně nepopiratelného vlivu moderního umění, je to kniha mimořádná. Dokládá moudré tvrzení, že když se v naší době neobejde bez fantazie ani věda, neobejde se ani obyčejný život bez umění, jež by mělo vesele a svižně vstoupit do ulic velkoměst. Paříž nám v tom směru napovídá. Co je fantazie chodce? Absolutní uvolnění: bloudit, bloumat... a hledat sebe... (J. Řezáč)
| „          | Pařížská imprese Jana Ságla se natolik zpěčují rutinnímu popisku ve stylu turistických bedekrů, že vyslovit se k nim lze opět jen pocitem, náznakem. | “ |
| — J. Kořán | |   |

### Krajina
V roce 1995 vychází Janu Ságlovi další kniha, tentokrát má název Krajina a vydalo ji nakladatelství Kant.
V předmluvě knihy Jan Rous píše: Východiskem, z něhož Jan Ságl vnímá svět, je krajina. Není to však krajina v nejširším výměru jako příroda, jako živel, v němž je čitelný obecný řád univerza, ale krajina přetvořená. Krajina,která je z přírody vymezena lidským zásahem, vzniká nebo trvá jako vědomě budované lidské osvětí, tedy svět člověkem stvořený k potřebě a někde v hloubi i k jeho obrazu. V tomto smyslu lze chápat i město, jež Ságl zpodobuje, protože i ono je do určité míry souhrnem projekcí jednak základní lidské potřeby budovat a jednak smyslu pro krásu, s nímž tuto potřebu realizuje, vytvářejíc prostor jako kulturní areál. Kamenné menhiry bretaňského Carnacu, pálením čarodějnic oživená krajina Křížova pod Blaníkem – zrovna tak jako Paříž. jsou pro Ságla – prostory, v nichž jsou patrné stupně lidské civilizace, konstituované od počátku jako kultura.
Ságla zajímá krajina s čitelnými dějinami člověka, v nichž se člověk se světem a přírodou harmonizoval. Je to něco, co si v podstatě již ani neuvědomujeme, když krajinou procházíme – už jenom cesta, jako jedna ze základních složek struktury krajiny, co všechno odkrývá z hlubokých vrstev budování lidské pospolitosti a potřeby lidské komunikace. Není jen spojnicí mezi obcemi či jednotlivými obydlími, ale propojuje širší a významem hlubší dohlednosti, odkazující však stále znovu a znovu ke kultuře. Kultura je nástrojem hlubšího pronikání do světa, základnou snahy pochopit jeho zákonitosti a potřebou a nutností vrátit je pojmenované do celku světa. Domníváme-li se, že se pohybujeme v jakési panenské čistotě přírody, člověkem jakoby ještě nezasažené, podstatně se mýlíme. Jako si člověk ke komunikaci vytvořil řeč, a tím i kulturní paměť, jazyk, v němž je svět pojmenován a teprve v něm smysluplně existuje, stvořil krajinu, aby v ní z širého světa, chaosu přírody, vydobyl prvotně domov. Činí to krajně individualizovaně odlišitelně v různých krajích světa. Této odlišnosti, mnohosti se ostatně řadou snímků Jan Ságl dotýká. Některé z nich, konkrétně snímky z Tamerzy, dokládají zápolení člověka s přírodou, jež vydobývá nepatrná místa zeleně v rozlehlých pouštích, která pak vtiskují přírodě charakter prostoru k existenci. Přesně je také tento proces nazýván kultivací. I krajinu se zdánlivým minimem stop lidského zásahu chápe Ságl bez atributů národního či folklorního specifika jako krajinu domova, prostor nejhlubší důvěrnosti lidské existence. Zmíněným specifikujícím atributům se fotograf záměrně vyhýbá, cítí jejich přílišnou estetickou poddajnost a vstřícnost nejen sentimentu, ale i častému povrchnímu zkreslení zdánlivou typičností místa, architektury či věcí...
Od roku 2000 Jan Ságl používá digitální fotoaparát, neboť se díky němu může i vracet ke starým fotografiím, které znovu zpracovává, protože mu to umožňuje „udělat“ je takové, jak tenkrát chtěl…..

### Art cult
V knize z roku 2007 soustředil uhrančivé snímky téměř beze zbytku dokládající vášeň pro zmíněné stopy lidského konání v blízkých i exotických koutech české země. Tentokrát však nejde zdaleka jen o architekturu, či podobné stavby, nicméně je tu mnoho důkazů lidské kreativity, ale i zcela banálních zbytků naší přítomnosti které se v určitém rámci stávají pro něj výtvarnou událostí. Jsou to snímky, které by mohly mluvit pouze svou dokonalou kompozicí, barevnou harmonií či efektními světelnými momenty. To mu je však málo, a tak má každý záběr svůj bohatý příběh, nebo inteligentní a vtipnou pointu. Ve velké míře jej zajímá, kde a kdy se chováme kulturně a citlivě, a kde už překračujeme onu křehkou hranici, kdy své vlastní prostředí zraňujeme a zneužíváme. Od mládí se pohybuje uprostřed umění, a tak jej samozřejmě přitahuje prostředí galerií a významných historických staveb. Jeho velkou – ne však jedinou láskou je Francie, kde je kulturní přínos obzvlášť mohutný a pátraní je poměrně snadné a úspěšné. Na svých četných cestách za prací, kdy fotografuje na zakázku, zůstává stále ve střehu a pořizuje množství záznamů jen pro tuto svou soukromou zálibu v kontrole lidského činění, ať už je smysluplné či nikoliv. Někdy však přece jen bývá osamělou duší v opuštěné a jen málo dotýkané krajině, jako v Provence nebo na Kanárských ostrovech, kdy před objektivem defilují pouze barevné vzdušné hmoty v tonech odstupňovaných právě zapadajícím sluncem. Bývá naopak fascinován pravidelnou strukturou obdělaných polí, lhostejno zda v Bretani nebo Alsasku. Duny lávového písku na Lanzarote si však svou geometrií v ničem nezadají s úsilím zemědělců, a tak se přece jen občas konfrontují přirozená a kultivovaná krajina.
Kniha má svébytnou gradaci od volné přírody k detailům katedrál a interiérům kulturních stánků a končí symbolicky pomíjivým nápisem v písku kanárské pláže. Lidé, kteří procházejí ulicemi či galeriemi, jsou jen výjimečně samotným objektem jeho zájmu a pokud ano tak mají v kontextu stejnou roli jako okno nebo schodiště. Jen zřídka mu jde o situaci člověka, většinou se jedná o stav prostředí. Je to touha pochopit a zajmout do obrazu všechno co tvoří po staletí určitý kulturní organismus – to co je příznačné i to co je přízračné a zjeví se jen na okamžik, pohybovat se mezi archetypem na jedné straně a „pouhým“ podtextem na straně druhé. Ukazuje nám, kolik pokory musí být v člověku, aby opravdu nezůstal slepý ke svému okolí.
V knize je i otisknut rozhovor Petra J. Neuberta s J. Ságlem „Mám rád svítání“. Z něho vyplyne, že se Ságl rozhodně není krajinář, zajímají jej stopy lidské aktivity v krajině, nemá nejmenší zájem vytvářet krásné fotky krajin. Krajině je pouze jednou částí jeho díla.
Začal jako jeden z prvních v Čechách fotografovat barevně. I s rizikem, že bude na okraji sběratelského zájmu. Volil kinofilmový přístroj, což není obvyklé v české tradici fotografie krajiny a tím spíše neřadí Ságla do role skutečného krajináře. V jeho práci nehraje veristická dokonalost žádnou roli. „Fotografuje život“ a pro to je ten kinofilm nejvhodnější. Ságl má rád geometrii a krajinu, ve které lidská činnost vytváří řád, protože má sklon ke geometrii, ale zajímá jej příběh, co je za tím. V počátcích jej ovlivnili Wiškovský a Jeníček, velmi si váží systematické práce Karla Kuklíka, má také rád fotografie Markéty Luskačové a Pavla Diase.
| „                | Fotografování je můj způsob myšlení. | “ |
| — Jan Ságl, 2007 |                                      |   |

| „          | Když jste v osmdesátých letech vylezl v Mikulově na Svatý kopeček, viděl jste přesně, kudy vede hranice s Rakouskem, aniž by byly vidět dráty. Na jedné straně krásná kulturní krajina vyvíjející se bez přerušení kontinuity a v ostrém střihu ten bolševický zmar... | “ |
| — Jan Ságl | |   |

| „                            | Téměř nikde tu nevidím divokou krajinu bez člověka. To je přeci oblíbené téma fotografů? Nefotím přírodu, považuji to za marnou snahu fotit bohy. | “ |
| — Petr J. Neubert a Jan Ságl | |   |

Ságl ve svých dílech naznačil, že člověk má šanci žít jedině v harmonii s přírodou, jakmile se pustí do potýkání, prohrál. Nejde mu o fotografické popsání čehokoliv. Jde mu o snahu člověka přiblížit se bohům procesem tvoření v přírodě, architektuře a umění. Jeho fotografie se obrací spíše k podvědomí a archetypům. Vnímá převzetí božských privilegií člověkem jasně pozitivně, člověk podle něj nic jiného dělat nemůže, ale musí si uvědomit co že to dělá a dělat to ve vší pokoře. Odmítá často interpretovat svoje fotografie, kromě dvou:
| „          | Na mé fotografii instalace Kathariny Fritsh shlíží ženská trojice na dvě řady mužských šovinistů, kteří už žádné škody nenapáchají. Věřím, že až se podaří vrátit ženskému elementu jeho odpovídající místo, nastane začátek konce onoho podřezávání větve. Na poslední fotce je nalezený nápis na duně „I LOVE DAWN“. Protože neumím pořádně žádný jazyk, překládám to: „Miluji Zorku“. | “ |
| — Jan Ságl | |   |

## Výstava STARÉNOVÉ
Recenze na výstavu Jana Ságla STARÉNOVÉ v Galerii Zlatá husa (16. března – 16. dubna 2007)
Byla zde zastoupena Ságlova tvorba od 60. let dodnes. Rok 2007 byl pro Jana Ságla jubilejní hned dvakrát. Jednak oslavil v březnu 65. narozeniny a zároveň završil půl století fotografické praxe. A to jsou dostatečné důvody k alespoň stručné rekapitulaci, kterou se rozhodl podstoupit navzdory vyčerpávající práci s vlastním archivem. Podrobil jej zevrubné analýze a ze zralých oliv své práce vymačkal nejhodnotnější surovinu. Navíc ji zpracoval znovu digitálně a vytiskl v nejvyšší dosažitelné kvalitě, která konečně odpovídá jeho specifickému cítění barev. Navzdory všem úskalím, kterými barevná fotografie přímo překypuje, vyhnul se pasti povrchního estetismu a našel výraz, který v sobě harmonizuje přednosti tohoto zrádného média s jeho vlastním viděním světa. Je přirozené, že jako spolupracovník výtvarných časopisů z šedesátých let nasál atmosféru této enklávy, s kterou po celý život neztratil kontakt. Svět ateliérů, galerií a muzeí byl pro něj nekonečným labyrintem s fascinujícími objevy na konci každé, byť i slepé uličky. Vychutnává s oblibou ovzduší nabité kulturními statky a nachází v něm skvostné detaily, které naše oči snadno přehlédnou, avšak na jeho snímcích je z nich půvabná metafora či erbovní znamení onoho vzácného místa.
Jan Ságl fotografuje zřídka události, upřednostňuje stav. Nejde však o konstantu, zvěčnění, ale o momentální kvalitu, která je založena na uhrančivé souhře světla a barev. Jeho prostředím je krajina nesoucí viditelné známky či pozůstatky lidské přítomnosti. Divoká příroda se mu musí postavit do cesty, jinak ji nevyhledává. Je soustředěn spíše na výsledky, které lidstvo a jeho inteligence do prostředí vnesli, než na člověka samotného. I na místech vysoké koncentrace obyvatelstva jsou jeho zástupci spíše osamělými poutníky, stíny a odrazy svých skutečných podob. Jeho permanentním zdrojem radosti je Francie, ale žádné kultivované místo s bohatou historií jej nenechává chladným. Četné fotografické studie architektury, kterými se plní jeho pracovní archiv, zvyšují stále citlivost jeho oka ke ztepilým stavbám minulosti i současnosti, proto dnes dokáže předestřít ducha i té nejmonumentálnější katedrály v impozantní zkratce. Za hranicemi aglomerací pozoruje s nadšením zemědělskou činnost, která mu instaluje do záběrů rozlehlých končin pravidelné struktury a linie rozmanitých odstínů. To vše spolu ladí jako desén vzácné tkaniny s povrchem lákajícím k doteku.
Při pohledu zpátky najdeme v análech také fotografické cykly, které jsou v zásadě konceptuálními projekty. Vlaštovky z roku 1975, kdy programově zaznamenal jejich měnící se seskupení na telegrafních drátech, se později staly dokonce mezioborovým fenoménem. Eva Kerlická je zhudebnila a při různých příležitostech několikrát koncertně provedla. K legendám už dnes náleží patřičně mystické portréty protagonistů skupiny Plastic People of the Universe z roku 1969. Na konceptuálním půdorysu vznikl i pozdější soubor obrazů, které jsou několikanásobnou vrstvenou expozicí mramorových helénistických portrétu z Pergamonského muzea v Berlíně.

## Závěr
V kontextu současného vizuálního umění, jehož hranice pozbyly exaktního vymezení a tradičních kategorizací, fotografie nesleduje jen objektivní a bezprostřední zobrazení reality tak, jak se jeví, ale dosahuje výraznější autonomie. Obdobně jako v jiných oborech výtvarného umění, i u fotografie není stimulující námět samotný, ale určující je fotografův individuální přístup k jeho interpretaci. Tento princip charakterizuje i fotografie Jana Ságla – jsou subjektivní výpovědí o autorových prožitcích a jeho vidění současného světa, akcentují některé jeho fenomeny ryze fotografickými prostředky. Soustřeďuje se jenom na určité momenty a náměty, což přímo souvisí s impulsy, motivujícími vlastní vznik jeho fotografií.
Důležitost motivace byla příčinou námětových proměn Ságlovy tvorby: po reportáži začal fotografovat krajinu, nejdřív většinou místa, která znal a měl k nim vztah. Změna námětu byla spojena i s užíváním jiných výtvarných prostředků než dosud, Jan Ságl začal pracovat s barvou, která je potom pro jeho další tvorbu již neodmyslitelná. Krajina jej inspirovala, nacházel v ní možnosti vyjádřit svoje pocity .Znamenala pro něj autentické prostředí, stávala se symbolem harmonie a nadčasových hodnot i synonymem aktuální přítomnosti. Vnímal ji i v souvislosti s úvahami o lidské existenci, v kontextu dobového dění a ideologie. V tomto smyslu ji nezobrazoval jen jako výsek přírody, ale v jednom ze svých cyklů jejím prostřednictvím vyjadřoval motiv imaginární vertikály, symbolizující propojení sféry pozemské a transcendentální. Krajina je jedním z témat, ke kterému se Jan Ságl stále vrací. Fotografuje místa, která zná a sleduje je v jejich proměnách a obdobích, přitahující jej svou náladou a světelnou atmosférou, i krajiny, které vyhledává podle toho, jak jej zaujaly svou barevnou a tvarovou skladbou a rytmem. Má smysl pro podstatné rysy přírodního motivu, velmi citlivě přistupuje k modulaci barevných odstínů světlem.
Ságl se krajinou zabývá přes třicet let. Na samotným počátku jeho tvorby stojí sice ambice dělat fotografické obrazy technologickou manipulací, tvoří dekalky uhranuté surrealismem, ty jsou však krátkou epizodou. Za skutečný vstup do fotografie považuje Ságl setkání s dílem Eugena Wiškovského, publikovaným v souborech od konce 50. let a monograficky představeným v roce 1964. V této době se již Jan Ságl také dostatečně orientuje v dějinách fotografie, a přestože se zdá být blíže jiným osobnostem, je to právě Wiškovského práce s námětem, která je pro Ságla podstatným poučením. Wiškovský je mu blízký tím, že akcentuje „obrazovost“ fotografie, koncipuje však fotografický obraz jako metaforu, směřuje k záměně. Záběr sice obnažuje stavební prvky krajiny, ty ale povyšuje do jiného řádu. Zákonitě tu rezonuje se svou dobou, v níž konstruktivismus a funkcionalismus vidí svět v základních tvarech a v jejich funkčním spojení.
Byl-li Wiškovský konstruktérem a metaforikem – Ságl je spíše jakýmsi archeologem skrytých kulturních vrstev krajiny, hledačem stop člověka budujícího svůj okolní svět jako vlastní životní prostor. Maximálně promyšleným využitím ryzích fotografických prostředků se mění Ságlovy krajiny v otevřený odkaz k hlubším významovým vrstvám. Například neostré popředí se v některých případech může stát jakýmsi barevným transparentním světlem a vytvořit tak magickou situaci: skrze pevný předmět prohlédneme k dalším prostorovým plánům krajiny poznamenaným novou barevnou skutečností, kterou může stvořit jen fotografie. Přitom jde o využití neostrosti jednoho prostorového plánu jako do jisté míry neschopnosti optiky. Dosažená barevnost znovu upozorňuje na Ságlův vztah k malbě, přesněji řečeno k významu plnosti barvy a její prezentaci.
Ságlovými fotografiemi krajin jsou diváci zároveň účastníky jakési záchranné akce. I když jejich záměrem není varovný kulturně ekologický čin. Snímky registrují totiž harmonizaci člověka a světa s ostnem strachu a zachování aspoň několika lidských stop ve velkolepém areálu krajiny.
Na svých pracovních cestách napříč starým kontinentem stále živě sleduje rezidua lidského tvoření všeho druhu. Člověk sám však v těchto případech do jeho zorného úhlu spíše zabloudí. Není však nevítán a nejčastěji se stává atomizovanou součástí organismu některé z významných uměleckých či kulturních institucí. Vybíral si je a dále je vyhledává jako předmět dvojího zájmu – o jejich nabídku a o jejich atmosféru.
Vedle rovněž oblíbených katedrál jsou muzea a galerie pro něj nanejvýš klíčová jako místa silné koncentrace tvůrčích schopností člověka. Architektura a městská příroda jej přitahují jako dějiště s častým výskytem ušlechtilých detailů, které za přispění příslušné iluminace mění svá skupenství a stávají se z nich éterické symboly a archetypy. Na druhé straně sleduje i krachy a propady na burze lidského jednání. Je schopen s inteligencí a odstupem konstatovat i tyto neblahé skutečnosti, aniž by poučoval či „burcoval“.
Tvorbu Jana Ságla charakterizuje několik základních rysů: opakované motivace se snahou zdůraznit významově důležité momenty. Střídmá barevnost – a pokud zazní výraznější barevnostní akcent, programově sleduje myšlenkovou vlnu. Snad až příliš nápadité vizuální postřehy. Ságl vyhledává situace statické v klasickém kánonu konstatování reality i dynamiku okamžiku, záznam situace. Se svou hřivnou nezachází marnotratně, zná svá témata a jejich variace a na této jistotě buduje: dílčí part se stává součástí vícehlasého opusu. Vizuální svět se rozkládá ve své rozmarné a štědré podobě před námi. Aby bylo možno jej správně vidět, je třeba jej i citlivě vnímat. To je předpoklad. Pak nastane vědomí, že nezbytnou součástí, bez ohledu na způsob materiální realizace – a jádrem každého uměleckého díla se podílí záměrně anebo nevědomky řada faktorů a bylo by pošetilé se snažit všechny z nich identifikovat.

## Výstavy

### Samostatné výstavy
- 1969 – Galerie Václava Špály (s Jiřím Kolářem, Bělou Kolářovou a Zorkou Ságlovou), Praha
- 1976 – Ústav makromolekulární chemie, Praha
- 1976 – Galerie ve věži (s Pavlem Baňkou a Alexandrem Janovským), Mělník
- 1981 – Schroder-Saal des CVJM, Hamburk
- 1985 – ÚKDŽ, Praha
- 1987 – Barevný svět (s Janem Saudkem a Miro Volíkem), Mariánské Lázně
- 1987 – Památník národního písemnictví (s Otakarem Jiránkem), Praha
- 1987 – Junior klub Na Chmelnici (s Jaroslavem Kořánem), Praha
- 1987 – Knihkupectví Karla Čapka, Praha
- 1990 – Galerie Coupole (se Zorkou Ságlovou), Neu-Isenburg
- 1992 – Pražský dům fotografie, Praha
- 1992 – Dům umění, Brno
- 1997 – Komorní galerie Domu fotografie Josefa Sudka, Proměny Prahy, Praha
- 1998 – Tschechisches Centrum. Prag im Wandel seiner Architektur, Berlín
- 1998 – Galerie moderne Zeiten, Prag im Wandel seiner Architektur, Dresden
- 2000 – Stadtische Galerie, Leerer Beutel, Der Blick von Aussen (s Inge Morath), Regensburg
- 2000 – Galerie V kapli, ART CULT, Bruntál
- 2001 – Poslanecká sněmovna, „Tak tedy Paříž…“, Praha
- 2001 – Tschechisches Centrum, ART CULT, Vídeň
- 2007 – Galerie Zlatá husa, STARÉNOVÉ, Praha
- 2016 – Obrazy z podzemí. Filmy Jana Ságla, 1971–74, MFDF Jihlava. Filmová přehlídka.
- 2016 – Jan Ságl – Obrazy z podzemí. Filmy 1971–74, Galerie AMU, Praha

### Společné výstavy
- 1965 – Klub SČSVU Mánes, Praha
- 1970 – Mánes, Výstava mladých, Praha
- 1972 – 8. Bienale de Paris, Paříž
- 1979 – Kniha Vodičkova, Fotografie do interiéru, Praha
  - 1979 – AI Galerie, Media praktice, Tokio
- 1980 – Galerie Centrum, Praha
- 1981 – Galerie Na Újezdě, Praha
- 1982 – Moravská galerie, Aktuální fotografie, Brno
- 1983- Rencontres d'Arles, Arles
- 1984 – Galerie D,Česká výtvarná fotografie, Praha
  - 1984 – Galerie Foma, Praha
  - 1984 – Thrackey and Robertson Gallery, The Aspekt of Czech Photigraphy, San Francisco
- 1985 – Galerie D, Praha
  - 1985 – The Photographers Gallery, 27 Contemporary Czechoslovaken Photographers, London
  - 1985 – Doi Photoplaza. Tokio, National Gallery, Beijing
- 1986 – Photokina, 50 Jahre Moderne Farbfotografie 1936–1986, Koln, Photokina, Selections 3, Koln
  - 1986 – Tělo v československé fotografii 1980–1986, Kroměříž
  - 1986 – 13th FIAP Colorprint Bienále, Andorra
- 1987 – Okamžik. Moravská Galerie Brno, Cheb, Bechyně
  - 1987 – Interkamera, Praha
- 1988 – Fotochema, Krajina a krajina, Praha
  - 1988 – Galerie Na Újezdě, Krajina, Praha
  - 1988 – Okamžik, Bratislava, Žďár nad Sázavou
- 1989 – GHMP, Dům U kamenného zvonu, Cesty československé fotografie, Praha
  - 1989 – Národní galerie, Československá fotografie 1945–1989, Praha
  - 1989 – Galerie D, Současná užitá fotografie, Praha
  - 1989 – Československý listopad 1989, Praha a dalších sedm měst v Evropě
- 1990 – Současná československá fotografie, Museum Ludwig, Koln a dalších dvanáct měst v Evropě a USA
- 1995 – Galerie Ambit, Czech Press Photo, Praha
  - 1995 – Atelier Maxera, Alberndorf
- 1997 – Galerie Ambit, Týden – Tři roky objektivity, Praha
  - 1997 – Atelier Maxera, Alberndorf
  - 1997 – Staroměstská radnice, Czech Press Photo, Praha
- 1998 – Muzeum umění Benešov, Benešov u Prahy, Osobnosti současné fotografie v Čechách
- 1999 – Moravská galerie, My 1948–1989, Brno
  - 1999 – Staroměstská radnice, 1989 očima fotografů, Praha
  - 1999 – GHMP, Městská knihovna, Akce slovo pohyb prostor – experimenty v umění 60. let, Praha
- 2000 – Staroměstská radnice, Proměny Prahy, Praha
- 2001 – Severočeské muzeum v Liberci, Experimentální krajina, Liberec
  - 2001 – Pražský hrad, Tvář naší země, Praha
- 2002 – Galerie Klatovy / Klenová Divočina, Klenová
  - 2002 – Martin – Gropius – Bau, Klasik heute, Berlín
- 2005 – Česká fotografie 20. století, Praha

Získal Grant primátora Prahy v soutěži Czech Press Photo 96.

## Obrazové knihy
- Jihočeská krajina, Pressfoto 1985, oceněna v soutěži Nejkrásnější knihy roku 1985
- Severozápadní Čechy, Panorama 1985
- A co Paříž? Jaká byla? Pressfoto 1987, oceněna v soutěži Nejkrásnější knihy roku 1987
- Paříž (s Otakarem Jiránkem), Slováry 1989
- Krajina, Kant 1995, cena Fotografická publikace roku ART CULT, Kant 2002
- Tanec na dvojitém ledě / Dancing on the Double ice (Plastic People & Primitives Group), 2013

## Zastoupení ve sbornících
- Contemporary Photographes, St. James Press
- Photographes Encyklopedia International 1939–1983, Michele et Michel Auer
- Cesty československé fotografie, Daniela Mrázková a V. Remeš, Mladá fronta 1989
- Co je to fotografie, 150 let fotografie, Praha 1989
- Fotografie v českých zemích 1839–1999, Vladimír Birgus, Pavel Scheufler, Grada 1999
- Alternativní kultura, Příběh české společnosti 1945–1989, nakl. Lidové noviny 2001

Je zastoupen ve významných světových sbírkách fotografií.